# واتسلاو دوم بوهم
واتسلاو دوم (به مجاری: Vencel)، (به لهستانی: Wacław II Czeski)، (به چکی: Václav II) (زادهٔ ۲۷ سپتامبر ۱۲۷۱  - درگذشته ۲۱ ژوئن ۱۳۰۵) پادشاه مجارستان، بوهم و لهستان بود.
پدر او پرمیسل اوتاکار دوم پادشاه بوهم و لهستان و مادرش کونیگوندا دختر لرد اسلاوونی بودند. پدر پدربزرگش فیلیپ سوابی شاه آلمان بود. همچنین واتسلاو دوم پدربزرگ کارل چهارم امپراتور مقدس روم بود.